# Riardo
Riardo é uma comuna italiana da região da Campania, província de Caserta, com cerca de 2.510 habitantes. Estende-se por uma área de 16 km², tendo uma densidade populacional de 157 hab/km². Faz fronteira com Pietramelara, Pietravairano, Rocchetta e Croce, Teano, Vairano Patenora.

## Demografia
| Variação demográfica do município entre 1861 e 2011                               |
|                                                                                   |
| Fonte: Istituto Nazionale di Statistica (ISTAT) - Elaboração gráfica da Wikipedia |